# دوايت ستون (لاعب كرة قاعدة)
دوايت ستون (بالإنجليزية: Dwight Stone)‏ هو لاعب كرة قاعدة أمريكي، ولد في 2 أغسطس 1886 في مقاطعة هولت في الولايات المتحدة، وتوفي في 3 يونيو 1976 في غلينديل في الولايات المتحدة.

## وصلات خارجية
- دوايت ستون على موقع دوري كرة القاعدة الرئيسي (الإنجليزية)
- دوايت ستون على موقعبيزبول رفرنس.كوم (الدوري الرئيسي) (الإنجليزية)